# Vertrag über den Waffenhandel
Der Vertrag über den Waffenhandel (engl. The Arms Trade Treaty, ATT) ist der Name eines multilateralen Vertrags, der den internationalen Handel mit konventionellen Waffen regeln soll. Am 2. April 2013 wurde das Abkommen verabschiedet. Zum Zeitpunkt der Unterzeichnung oder Hinterlegung der Urkunde haben die Staaten Antigua und Barbuda, Dänemark, Deutschland (BGBl. 2013 II S. 1426, 1427), Estland, Finnland, Island, Lettland, Mexiko, Norwegen, Österreich (BGBl. III Nr. 116/2014), Serbien, Slowakei, Spanien, Trinidad und Tobago, Ungarn und das Vereinigte Königreich erklärt, dass sie die Artikel 6 und 7 des Vertrags (Verbot des Transfers von Waffen und Munition sowie deren Bewertung) bis zum Inkrafttreten am 24. Dezember 2014 für sich vorläufig anwenden werden.
Bis März 2022 hatten 111 Staaten den Vertrag ratifiziert, insgesamt über 130 Staaten hatten ihn unterzeichnet.

## Ursprung

Unterzeichnet (gelb), ratifiziert (grün)

Die Idee wurde 2003 von einer Gruppe von Friedensnobelpreisträgern unter der Leitung von Óscar Arias entwickelt. Im Dezember 2006 verabschiedete die UN-Generalversammlung die Resolution 61/89 „Auf dem Wege zu einem Vertrag über den Waffenhandel: Aufstellung gemeinsamer internationaler Normen für die Einfuhr, die Ausfuhr und den Transfer von konventionellen Waffen“.

## Entwicklung
Die Resolution 61/89 forderte den UN-Generalsekretär auf, die Auffassungen der Mitgliedstaaten über die Durchführbarkeit, den Anwendungsbereich und die vorläufigen Kriterien für ein umfassendes, rechtsverbindliches Instrument zur Festlegung gemeinsamer internationaler Normen für den Import, Export und Transfer von konventionellen Waffen zusammenzutragen und der Generalversammlung auf ihrer 62. Sitzung einen Bericht vorzulegen. 94 Staaten haben ihre Vorstellungen eingereicht, die in dem Bericht von 2007 enthalten sind.

### Unterstützung durch die Mitgliedstaaten
153 Mitgliedstaaten stimmten für die Resolution 61/89. Am 18. Oktober 2006 stellte der britische Botschafter John Duncan im Namen der Co-Autoren (Argentinien, Australien, Costa Rica, Finnland, Japan und Kenia) die Resolution im Ersten Ausschuss vor. Im Auftrag der EU unterstützte Finnland die Resolution mit den Worten „jeden Tag, überall, sind Menschen von den Nebenwirkungen des verantwortungslosen Transfers von Waffen betroffen. […] Da derzeit kein umfassendes, international verbindliches Instrument zur Verfügung steht, um einen vereinbarten Regulierungsrahmen für diese Tätigkeit zu schaffen, begrüßt die EU die wachsende Unterstützung in allen Teilen der Welt für einen ATT.“
24 Länder enthielten sich der Stimme: Ägypten, Bahrain, China, Indien, Irak, Iran, Israel, Jemen, Katar, Kuwait, Laos, Libyen, Marshall-Inseln, Nepal, Oman, Pakistan, Russland, Saudi-Arabien, Simbabwe, Sudan, Syrien, Vereinigte Arabische Emirate, Venezuela und Weißrussland. Die Vereinigten Staaten von Amerika stimmten gegen die Resolution.
Mehrere Länder gaben Erklärungen zu ihrer Abstimmung ab: Jamaika, Kuba, Venezuela, China, Indien, Iran, Algerien, Libyen, Russland, Israel, Pakistan und Costa Rica.

### USA ändern frühere Position
Am 14. Oktober 2009 kündigte die Obama-Regierung in einer Erklärung von Hillary Clinton und dem Außenministerium an, dass es die Position der Administration des ehemaligen Präsidenten George W. Bush ändern wird, die sich gegen ein vorgeschlagenes Abkommen über den Waffenhandel ausgesprochen hatten, mit der Begründung, dass die nationalen Kontrollen besser seien. Die Neudefinition der Position der USA, des weltweit größten Waffenexporteurs mit 55 Mrd. US-Dollar Jahreshandel mit konventionellen Waffen (40 Prozent des weltweiten Handels), führte zur Einleitung der formellen Verhandlungen bei den Vereinten Nationen, um den Arms Trade Treaty zu entwickeln. Hillary Clinton erklärte, die USA würden die Verhandlungen unterstützen, wenn „sämtliche Entscheidungen im Konsensverfahren getroffen werden, um alle Länder auf die Standards zu verpflichten, die zu einer spürbaren Verbesserung der weltweiten Situation beitragen.“ Eine solche Konsenslösung mit Veto-Möglichkeit für jedes Land sei notwendig, „damit das Vertragswerk keine Hintertüren für diejenigen offen hält, die einen unverantwortlichen Waffenexport betreiben wollen.“

## Verhandlungen und Verabschiedung
Der Vertrag ist auf einer globalen Konferenz unter der Schirmherrschaft der Vereinten Nationen vom 2. bis 27. Juli 2012 in New York ergebnislos verhandelt worden. Am 7. November 2012 beschloss die UNO-Generalversammlung mit überwältigender Mehrheit, die Verhandlungen vom 18. bis 28. März 2013 wieder aufzunehmen.
Am 2. April 2013 wurde das Abkommen mit 154 zu 3 Stimmen bei 23 Enthaltungen verabschiedet und tritt nach Ratifizierung durch 50 UN-Mitgliedsstaaten am 24. Dezember 2014 in Kraft. Die völkerrechtlichen Bestimmungen gelten nur für die ratifizierenden Staaten. Die Demokratische Volksrepublik Korea, der Iran und Syrien stimmten gegen das Abkommen.